# De gouden marathon
De gouden marathon is een hoorspel van James Broom Lynne. The Golden Marathon werd op 21 december 1967 door de BBC uitgezonden. F.A. Poggenbeek vertaalde het en de AVRO zond het op donderdag 26 februari 1970 uit als eerste van een Tweeluik, gevolgd door De sollicitante. De regisseur was Dick van Putten. Het hoorspel duurde 29 minuten.

## Rolbezetting
- Joan Remmelts (meneer Bouncer)
- Chris Baay (meneer Cringer)
- Hans Karsenbarg (de inleider)

## Inhoud
Het thema is de liefdeloosheid, die hier gestalte krijgt in de hoofdfiguur Mr. Bouncer, een geldmagnaat, die met zijn onderdanige advocaat Cringer het opmaken van zijn testament bespreekt. De man is in wezen op geen van zijn erfgenamen - vier in getal - gesteld en naar zijn mening zal alleen een sterk en zakelijk ingesteld geslacht zijn bezittingen met verstand kunnen beheren. Bij het afwegen van zijn erfgenamen komt hij uiteindelijk terecht bij een jongeman, die nu al vier bankrekeningen heeft. Echt ’t type voor Bouncer! De nu nog machtige rijkaard kan straks rustig zijn graf ingaan: de dynastie bestaat voort…